# Halfdan Gran Olsen
Halfdan Gran Olsen, norveški veslač, * 7. oktober 1910, † 16. januar 1971.
Olsen je za Norveško nastopil na Poletnih olimpijskih igrah 1948 in z osmercem osvojil bronasto medaljo .